# 富田林市立第三中学校
富田林市立第三中学校（とんだばやししりつだいさんちゅうがっこう）は、大阪府富田林市にある公立中学校。

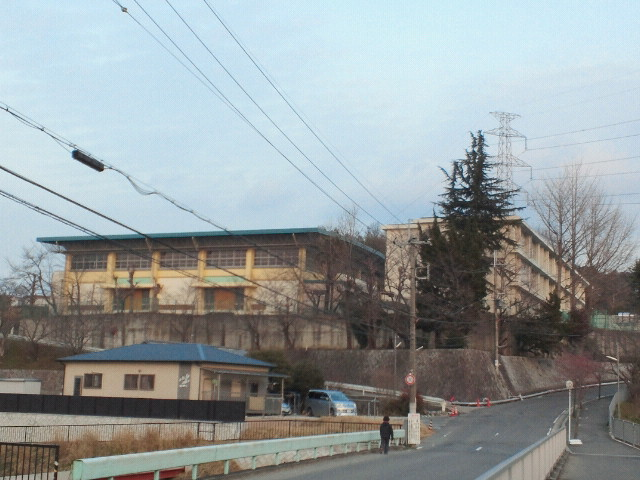
近景

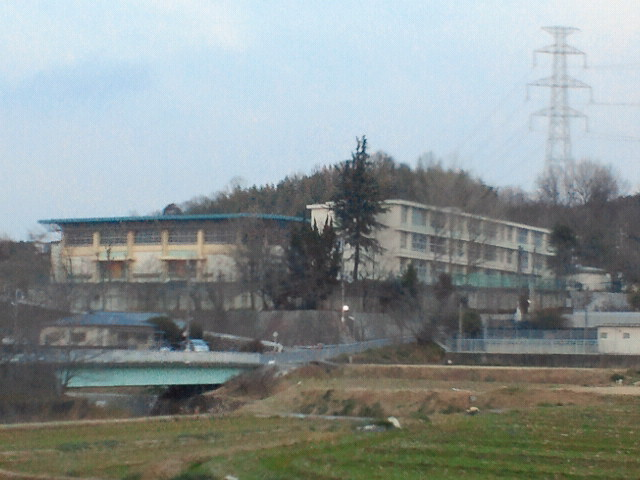
遠景（府道より）

1971年4月22日開校。佐備の丘陵に位置し、富田林市南東部の新興住宅地および農村部を校区とする。周囲は金剛・葛城連峰を背景に佐備川・石川など自然環境に恵まれている。同市内の中学校と比べて校区が広く、多くの生徒が自転車やバスで通学している。

## 沿革
- 1971年4月22日 - 開校。東条校区と楠風台住宅地区の生徒を収容[1]。
- 1972年4月 - 富田林市立東条小学校校区・富田林市立大伴小学校校区、富田林市立彼方小学校校区の楠風台、西板持、柏木地区を校区と決定する[1]。
- 1975年2月 - 校歌作成[1]。
- 1977年2月 - 校旗作成[1]。

## 通学区域
- 富田林市立東条小学校校区・富田林市立大伴小学校校区、富田林市立彼方小学校校区の一部（楠風台、西板持、西板持町、佐備）[2]

## 出身者
- 板尾創路（お笑い芸人、130R）
- 田中雅彦（プロ野球・千葉ロッテマリーンズ捕手）

## 交通
- 4市町村コミバス 第三中学校前バス停下車 東へ約200m。